# Carga de enfermedad

Carga de todas las enfermedades contagiosas, en todo el mundo en 2004, medidos en incapacidad-años de vida ajustada.

Carga de enfermedades no transmisibles en todo el mundo en 2004, estimada en años de vida ajustados por discapacidad.

La carga de morbilidad o carga de enfermedad es el efecto de la enfermedad en términos monetarios, de mortalidad y morbilidad, entre otros indicadores. Para sus mediciones, se suelen utilizar los indicadores de años de vida ajustados por calidad (AVAC) o años de vida ajustados por discapacidad (AVAD). Ambos indicadores estiman los años perdidos por discapacidad (APD), que también se conocen como años perdidos por enfermedad o años de vida con discapacidad o enfermedad. Se puede definir un AVAD como un año perdido de vida saludable y la carga de morbilidad general se puede definir como la brecha entre el estado de salud actual y el ideal (en el que la gente llega a la adultez mayor sin enfermedades o discapacidad). Según un artículo que se publicó en The Lancet en junio del 2015, la lumbalgia y el trastorno depresivo mayor son de las diez principales causas de APD y produjeron más pérdidas de salud que la diabetes, la enfermedad pulmonar obstructiva crónica (EPOC) y el asma juntas. Dicho estudio, con información de 188 países y que se considera el análisis más extenso y minucioso de los índices, patrones y tendencias en materia de enfermedad y discapacidad, concluyó que «la tasa de AVAD atribuibles a APD incrementó en todo el mundo de 21.1 % en 1990 a 31.2 % en 2013». La carga ambiental de enfermedad se define como la cantidad de AVAD que se pueden adjudicar a factores ambientales. De forma paralela, la carga laboral de enfermedad es la cantidad de muertes y AVAD atribuibles a los factores de riesgo laborales en la salud humana. Estos parámetros permiten comparar las cargas de morbilidad y también se han empleado para pronosticar los efectos potenciales de ciertas intervenciones de salud. Para 2014, los AVAD per capita fueron «40 % superiores en países de ingreso bajo y medio».
La Organización Mundial de la Salud (OMS) ha proporcionado un conjunto de directrices precisas para medir carga de enfermedad en el nivel local o nacional. En 2004, el problema de salud con la mayor cantidad de APD para ambos sexos fue la depresión unipolar; en 2010,  fue la lumbalgia . De acuerdo con un artículo de The Lancet publicado en noviembre de 2014, las enfermedades del grupo de edad de 60 años o más representan «23 % de la carga global total de enfermedad» y de los mayores contribuyentes a la carga de enfermedad en este rango en 2014 fueron las «enfermedades cardiovasculares (30.3 %), carcinomas (15.1 %), enfermedades respiratorias crónicas (9.5 %), enfermedades músculo-esqueléticas (7.5 %)  y los desórdenes neurológicos y mentales (6.6 %)».: 549 Una iniciativa reciente de las Naciones Unidas contiene las estimaciones conjuntas de la OMS y la Organización Internacional del Trabajo (OIT) acerca de la carga laboral de enfermedad y lesiones (Estimaciones conjuntas OMS/OIT), la cual se habrá publicado para 2020.

## Estadísticas
En 2004, la Organización Mundial de la Salud calculó que se perdieron 1.5 mil millones de años de vida ajustados por discapacidad como efecto de enfermedades y lesiones.
| Tipo de enfermedad | Porcentaje total de APVP, en todo el mundo | Porcentaje total AVAD, en todo el mundo | Porcentaje total de APVP, Europa | Porcentaje total AVAD, Europa | Porcentaje total de APVP, EE. UU. y Canadá | Porcentaje total AVAD, EE.UU. y Canadá |
| --- | ------------------------------------------ | --------------------------------------- | -------------------------------- | ----------------------------- | ------------------------------------------ | -------------------------------------- |
| Enfermedades transmisibles y parasitarias, particularmente infecciones de vía respiratoria inferior, diarrea, sida, tuberculosis y malaria | 37%                                        | 26%                                     | 9%                               | 6%                            | 5%                                         | 3%                                     |
| Padecimientos neuropsiquiátricos como depresión                                                                                            | 2%                                         | 13%                                     | 3%                               | 19%                           | 5%                                         | 28%                                    |
| Lesiones, especialmente accidentes de tránsito                                                                                             | 14%                                        | 12%                                     | 18%                              | 13%                           | 18%                                        | 10%                                    |
| Enfermedades cardiovasculares, principalmente infartos agudos de miocardio y accidentes cerebrovasculares                                  | 14%                                        | 10%                                     | 35%                              | 23%                           | 26%                                        | 14%                                    |
| Parto pretérmino y otras muertes perinatales(mortalidad infantil)                                                                          | 11%                                        | 8%                                      | 4%                               | 2%                            | 3%                                         | 2%                                     |
| Cáncer | 8%                                         | 5%                                      | 19%                              | 11%                           | 25%                                        | 13%                                    |

## Antecedentes
El primer estudio concerniente a la carga global de enfermedad, llevado a cabo en 1990, sopesó los efectos de más de 100 enfermedades y lesiones sobre la salud en ocho regiones del mundo, dando estimaciones de morbilidad y mortalidad por edad, sexo y región. También implementó los AVAD como un nuevo indicador de la carga de enfermedad, traumatismos y factores de riesgo. Del 2000 al 2002, se actualizó el estudio de 1990 a fin de incluir un análisis más extenso con un esquema que se conoce como evaluación comparativa de factor de riesgo.

## Factores de riesgo modificables
En 2006, la OMS presentó un informe que refiere la cantidad prevenible de enfermedad por reducción de factores de riesgo ambientales. Dicho reporte encontró que aproximadamente el 25 % de la carga de enfermedad mundial y un tercio de la carga infantil se debe a factores ambientales modificables. La carga de «enfermedad mediada por el ambiente» tiene mayor predominio en los países en desarrollo, exceptuando las enfermedades no transmisibles, como las enfermedades cardiovasculares y el cáncer, cuya carga de morbilidad per cápita es mayor en los países desarrollados. Los niños son las principales afectados en la mortalidad con más de 4 millones de muertes ambientales, especialmente en países en desarrollo. El índice de mortalidad infantil por causas ambientales es también 12 veces mayor en los países en desarrollo. Además, 85 de las 102 enfermedades y lesiones principales según la OMS se debieron a factores medioambientales.
Para evaluar el impacto del medioambiente en la salud, se definió al ambiente como «todo factor físico, químico y biológico ajeno al individuo y todas las conductas ligadas a éste». La definición de entorno modificable incluyó:
- Contaminación atmosférica, geológica e hídrica con sustancias químicas o agentes biológicos
- Radiación ionizante y ultravioleta
- Ruido y campos electromagnéticos
- Ambiente construido
- Sistemas de riego y métodos de cultivo
- Crisis climática y degradación de los ecosistemas
- Riesgos laborales, incluyendo largas jornadas de trabajo
- Conductas individuales, como que lavado de manos y contaminación alimentaria su manejo con agua sucia o manos contaminadas[17][18]

Algunos factores ambientales se excluyeron de la definición:
- Quema en interiores de combustibles sólidos
- Plomo
- Mercurio[19]
- Cambio climático natural (en contraposición con la crisis climática)
- Partículas en suspensión o carcinógenos de exposición laboral
- Contaminación del aire exterior
- Falta de saneamiento e higiene
- Tabaquismo pasivo
- Radiación ultravioleta solar

## Estimación
La OMS desarrolló una metodología para estimar la salud de una población mediante medidas sintéticas, que combinan información sobre mortalidad y desenlaces de salud no fatales. Las medidas cuantifican cualesquier brechas de salud o expectativas de salud; la medida sintética de salud más común es el AVAD.
El enfoque basado en la exposición, que estima la exposición mediante las concentraciones de contaminantes, se emplea para calcular la carga ambiental de enfermedad. Este enfoque depende del conocimiento de los desenlaces relacionados con el factor de riesgo pertinente, la cantidad de exposición y la distribución en el ensayo poblacional, y relaciones de dosis-respuesta de los contaminantes.
Una relación de dosis-respuesta es una función del parámetro de exposición calculado para la población de estudio. La distribución de la exposición y las relaciones de dosis-respuesta se combinan para ceder la distribución del impacto en la salud de la población de estudio, normalmente expresado en términos de incidencia. La distribución del impacto en la salud se puede convertir a medidas sintéticas de la salud, como AVAD. Las relaciones de exposición-respuesta para cierto factor de riesgo se conciben a partir de estudios de epidemiología. Por ejemplo, la carga de enfermedad de contaminación atmosférica para Santiago, Chile, se determinó con la concentración de las partículas en suspensión (PM10), el cálculo de la población susceptible y combinando este las relaciones de dosis-respuesta. La reducción de las concentraciones de partículas en suspensión atmosférica a los parámetros recomendados generarían una disminución de aproximadamente 5200 muertes, 4700 ingresos respiratorios y 13 500 000 días de movilidad restringida al año en una población total de 4.7 millones.
En 2002, la OMS estimó la carga ambiental global de enfermedad usando los datos de evaluación del riesgo para desarrollar fracciones atribuibles al medio ambiente (FAMA) de mortalidad y morbilidad para 85 enfermedades. En 2007, se publicó el primer análisis a nivel de países del impacto de los factores medioambientales en la salud de sus 192 Estados miembros. Estas estimaciones por país fueron el primer paso para ayudar a los gobiernos a implementar acciones preventivas. Las estimaciones nacionales se dividieron en tres partes:
Carga ambiental de enfermedad para factores de riesgo determinados:
Esto representa la carga anual, expresado en muertes y AVAD, atribuible a: contaminación de aire interior por combustibles sólidos; contaminación atmosférica, agua contaminada, saneamiento e higiene. Los resultados se calculan con base en el enfoque de exposición.
Carga ambiental total de enfermedad por país:
El número total de muertes, AVAD per cápita y el porcentaje de la carga nacional de enfermedad atribuible al ambiente representa la carga de enfermedad que se podría evidar con la modificación integral del ambiente.
Carga ambiental por enfermedad
Cada resumen de cada país se desglosó por grupo de enfermedad, donde el número anual de AVAD per cápita atribuible a los factores ambientales se calcularon para cada grupo.

## Implementación e interpretación
El impacto en la salud pública de la contaminación atmosférica (concentraciones anuales de PM10 y ozono), contaminación sonora y radiación (radón y rayos UV) se puede cuantificar con los AVAD. Para cada enfermedad se calculan los AVAD como sigue:
AVAD = número de personas con la enfermedad{\displaystyle AVAD=} × duración de la enfermedad (o pérdida de esperanza de vida para la mortalidad) × severidad ( 0 para salud ideal y 1 para muerte)
Los datos necesarios incluyen la prevalencia, relaciones de dosis-respuesta y factores de ponderación que seálan la severidad de cada alteración. Cuando la información falta o es imprecisa, se consultan a expertos para definir los recursos alternativos para emplear. Se realiza un análisis de incertidumbre para analizar los efectos de las diferentes hipótesis.

### Incertidumbre
Cuando se estima la carga ambiental de enfermedad, una cantidad de las fuentes potenciales de error pueden surgir en la medida de la exposición y relación de riesgo-exposición, las suposiciones hicieron al aplicar la exposición o la relación de riesgo-exposición al país pertinente, estadística de salud, y, si se emplearon, opiniones de expertos.
Generalmente, no se puede estimar un intervalo de confianza formal, pero sí un rango de posibles valores que puede tomar la carga de morbilidad ambiental en función de diferentes parámetros de entrada y supuestos. Cuando hay que hacer más de una definición sobre un determinado elemento de la evaluación, se pueden realizar múltiples análisis, utilizando diferentes conjuntos de definiciones. Los análisis de sensibilidad y análisis de decisión pueden ayudar a determinar qué fuentes de incertidumbre afectan más a los resultados finales.

## Ejemplos destacados

### Países Bajos
En los Países Bajos, la contaminación atmosférica se asocia con enfermedades respiratorias y cardiovasculares, además de que la exposición a varios tipos de radiaciones pueden precipitar el desarrollo de neoplasias. Se estimó el impacto ambiental sobre la salud mediante los AVAD para la contaminación atmosférica, ruido, radón, rayos UV y la humedad en interiores entre 1980 y 2020. En los Países Bajos, del 2-5 % de la carga total de enfermedad en el 2000 se podría atribuir a los efectos (a corto plazo) de la exposición a la contaminación atmosférica, el ruido, radón, radiación UV natural y la humedad doméstica. El porcentaje puede llegar al 13 % dada la incertidumbre, asumiendo que no hay mayor umbral.
Entre los factores investigados, la exposición a largo plazo a las PM10 es la que tiene mayor impacto en la salud pública. A medida que los niveles de PM10 disminuyan, se espera que también disminuya la carga de enfermedad relacionada. Es probable que la exposición al ruido y su carga de enfermedad asociada aumenten hasta un nivel en el que la carga de enfermedad sea similar a la de los accidentes de tráfico. Las estimaciones aproximadas no proporcionan una imagen completa de la carga de salud ambiental, porque los datos son inciertos, no se conocen todas las relaciones entre el medio ambiente y la salud, no se han incluido todos los factores ambientales y no ha sido posible evaluar todos los efectos potenciales sobre la salud. Los efectos de algunos de estos supuestos se evaluaron en un análisis de incertidumbre.

### Canadá
La exposición a los peligros medioambientales puede causar enfermedades crónicas, por lo que no se conoce bien la magnitud de su contribución a la carga total de enfermedad de Canadá. Con el fin de ofrecer una primera estimación de la carga ambiental de las enfermedades para cuatro grandes categorías de enfermedades, se utilizó las FAMA elaborado por la OMS, las FAMA elaborados por otros investigadores y los datos de las instituciones de salud pública canadienses. Los resultados mostraron un total de 10.000-25.000 muertes, con 78.000-194.000 hospitalizaciones; entre 600.000 y 1,5 millones de días de hospitalización; entre 1,1 y 1,8 millones de días de actividad restringida para los enfermos de asma; entre 8.000 y 24.000 nuevos casos de cáncer; entre 500 y 2.500 bebés con bajo peso al nacer; y entre 3.600 y 9.100 millones de dólares canadienses en costes cada año por enfermedades respiratorias, cardiovasculares, cáncer y afecciones congénitas asociadas a exposiciones ambientales adversas.

## Críticas
No hay consenso sobre las mejores medidas de la salud pública. Esto no es sorprendente porque las mediciones se utilizan para cumplir diversas funciones (por ejemplo, la evaluación de la salud de la población, la evaluación de la eficacia de las intervenciones, la formulación de políticas sanitarias y la proyección de las necesidades futuras de recursos). La elección de las medidas también puede depender de los valores individuales y sociales. Las medidas que sólo tienen en cuenta la muerte prematura omitirán la carga que supone vivir con una enfermedad o una discapacidad, y las medidas que combinan ambas en una sola medida (es decir, los AVAD) tienen que emitir un juicio sobre la importancia de estas medidas en comparación con las demás. Otras medidas, como los costes económicos, no captan el dolor y el sufrimiento ni otros aspectos más amplios de la carga.
Los AVAD son una simplificación de una realidad compleja y, por lo tanto, sólo dan una indicación aproximada del impacto medioambiental en la salud. Basarse en los AVAD puede hacer que los donantes adopten un enfoque limitado de los programas sanitarios. La ayuda exterior suele dirigirse a las enfermedades con mayor número de AVAD, ignorando el hecho de que otras enfermedades, a pesar de tener menos AVAD, siguen contribuyendo en gran medida a la carga de enfermedad. Así, las enfermedades menos publicitadas cuentan con poca o ninguna financiación para los esfuerzos sanitarios. Por ejemplo, la muerte materna (una de las tres principales causas de muerte en la mayoría de los países pobres) y las infecciones respiratorias e intestinales pediátricas mantienen una elevada carga de enfermedad, y el embarazo seguro y la prevención de la tos en los bebés no reciben una financiación adecuada.